# マツキ (山形県)
株式会社マツキは、山形県長井市に本社を置く自動車教習所を運営する企業である。

## 概要
山形県下にて複数の自動車教習所を運営し、隣県の新潟、福島県にも進出している。
後継者不足、経営不振により事業継続を断念した教習所を次々と買収しグループ化を加速し、規模拡大でコスト削減を図っている。

## 沿革
- 1962年7月 - 自動車運転練習場開設。
- 1963年8月 - 長井自動車学校発足。
- 1968年5月 - 株式会社長井自動車学校設立。
- 1971年3月 - 赤湯自動車学校を合併。
- 1973年1月 - 株式会社マツキに社名変更。
- 1977年6月 - 山形中央自動車学校を合併。
- 1981年2月 - 上山自動車学校を合併、その後閉鎖[2]。
- 1982年6月 - 飯坂自動車学校を合併。
- 1989年8月 - 西しばた自動車学校を別法人として買収。
- 1995年8月 - 村山自動車学校を別法人として買収。
- 2000年9月 - 山形自動車学校を合併。
- 2002年10月 - 山形労働局長指定山形クレーン学校の指定を受ける。
- 2004年10月 - MDS東京予約センターを合宿免許予約センターに名称変更。
- 2005年12月 - 白鷹自動車学校を合併。
- 2006年2月 - 松岬自動車学校を別法人として買収。
- 2006年4月 - 太陽自動車学校を別法人として買収。
- 2006年10月 - 尾花沢自動車学校と楯岡自動車学校が合併し、さくらんぼドライビングスクールが発足[3]。
- 2008年4月 - さくらんぼドライビングスクールを合併[4][1]。
- 2010年 - 村山自動車学校、太陽自動車学校を吸収合併。
- 2013年 - 事業所名をマツキドライビングスクールに統一。
- 2014年1月 - 松岬自動車学校を吸収合併。
- 2016年 - マツキドライビングスクール赤湯校新規移転オープン。
- 2018年 - マツキドローンスクール米沢校オープン。
- 2020年 - ㈱マツキトラベルサービス設立。

## 事業所
- 東京事務所（合宿免許予約センター）
- マツキドライビングスクール長井校（旧：長井自動車学校）
- マツキドライビングスクール赤湯校（旧：赤湯自動車学校）
- マツキドライビングスクール山形中央校（旧：山形中央自動車学校）
- マツキドライビングスクール福島飯坂校（旧：飯坂自動車学校）
- マツキドライビングスクール白鷹校（旧：白鷹自動車学校）
- マツキドライビングスクール山形校（旧：山形自動車学校）
- マツキドライビングスクールさくらんぼ校（旧：さくらんぼドライビングスクール）
- マツキドライビングスクール村山校（旧：村山自動車学校）
- マツキドライビングスクール米沢松岬校（旧：松岬自動車学校）
- マツキドライビングスクール太陽校（旧：太陽自動車学校）
- マツキドライビングスクール新潟西しばた校（旧：西しばた自動車学校）
- 山形クレーン学校（長井本部会場・村山会場（さくらんぼ校）・山形会場（太陽校）・米沢会場（松岬校））

## マツキドライビングスクール長井校
マツキドライビングスクール長井校（マツキドライビングスクールながいこう）は、山形県長井市にある山形県公安委員会の指定自動車教習所。

### 免許
- 中型自動車
- 普通自動車第一種・第二種
- 大型特殊自動車
- 大型自動二輪車
- 普通自動二輪車
- 普通自動二輪車（小型限定）

### 教習車種
- 中型自動車…日産、日野
- 普通自動車…トヨタ・カローラアクシオ
- 大型特殊自動車…コマツ
- 大型自動二輪車…ヤマハ・FZX、ホンダ・CB750
- 普通自動二輪車…ホンダ・CB400スーパーフォア
- 普通自動二輪車（小型限定）…ホンダ・CB125T

### 学校周辺
- 長井あやめ公園
- 松ヶ池公園（白つつじ公園）
- はぎ公園（はぎ苑）
- 最上川河川緑地公園（最上川）
- 總宮神社
- 旧長井小学校第一校舎
- 道の駅川のみなと長井
- 長井駅（山形鉄道フラワー長井線）
- 丸大扇屋
- 小桜館（旧西置賜郡役所）
- 長沼孝三彫塑館

### アクセス
- あやめ公園駅（山形鉄道）から徒歩10分

## マツキドライビングスクール赤湯校
マツキドライビングスクール赤湯校（マツキドライビングスクールあかゆこう）は、山形県南陽市にある指定自動車教習所である。

### 取ることが出来る免許
- 普通自動車第一種・第二種
- 大型特殊自動車
- けん引
- 大型自動二輪車
- 普通自動二輪車
- 普通自動二輪車（小型限定）

### 学校周辺
- ハイジアパーク南陽
- 南陽市民体育館（花公園）
- 南陽市役所
- 夕鶴の里記念館
- 結城豊太郎記念館
- えくぼプラザ（南陽市立図書館）
- 南陽市立宮内小学校
- 南陽市立宮内中学校
- 南陽市立赤湯中学校

## マツキドライビングスクール山形中央校
マツキドライビングスクール山形中央校（マツキドライビングスクールやまがたちゅうおうこう）は、山形県山形市にある自動車教習所。愛称はやまちゅう。
東北No.1の人気校。年間卒業人数が約4,000名。指導員数も東北で一番となっている。

### 教習できる免許
- 普通自動車第一種・第二種
- 大型自動二輪車
- 普通自動二輪車
- 小型自動二輪車

### 教習車
- 普通自動車第一種・第二種 - マツダ教習車（MT・AT）
- 大型自動二輪車 - ホンダ・CB750（MT）、スズキ・スカウェイブ650（AT）
- 普通自動二輪車 - ホンダ・CB400superfour（MT）、スズキ・スカイウェイブ400（AT）
- 小型自動二輪車 - ホンダ・CB125T（MT）、スズキ・アドレスV125（AT）

### 講習
- 高齢者講習

## マツキドライビングスクール福島飯坂校
マツキドライビングスクール福島飯坂校（マツキドライビングスクールふくしまいいざかこう）は、福島県福島市にある福島県公安委員会指定の自動車教習所。

### 概要
- 飯坂自動車学校は、グループ校の「学校名統一」により2013年10月より「マツキドライビングスクール福島飯坂校」へ学校名が変更になった。
- 飯坂温泉の近くにある。

### 取扱免許
- 普通自動車（MT・AT）
- 普通自動二輪車（MT・AT）
- 大型自動二輪車（MT）
- 大型特殊自動車

### 教習車
- 普通自動車 - トヨタ・カローラアクシオ（MT・AT）
- 普通自動二輪車 - ホンダ・CB400スーパーフォア（MT）
- 普通自動二輪車 - スズキ・スカイウェイブ（AT）
- 大型自動二輪車 - ホンダ・NC750L（MT）

## マツキドライビングスクール白鷹校
マツキドライビングスクール白鷹校（マツキドライビングスクールしらたかこう）は、山形県西置賜郡白鷹町にある自動車教習所。

### 取得できる免許
- 大型自動車
- 普通自動車（MT・AT）
- 大型特殊自動車
- けん引
- 普通自動二輪車
- 小型自動二輪車

### 教習車
- 大型自動車 - 日産ディーゼル
- 普通自動車（MT・AT） - トヨタ・カローラアクシオ
- 大型特殊自動車 - TCM、日立
- 普通自動二輪車 - ホンダ・CB400superfour（MT）、ホンダ・VFR400（MT）、ホンダ・シルバーウイング400（AT）

## マツキドライビングスクール山形校
マツキドライビングスクール山形校（マツキドライビングスクールやまがたこう）は、山形県山形市にある山形県公安委員会の指定自動車教習所である。旧称、山形自動車学校（やまがたじどうしゃがっこう）。

### 免許
- 普通自動車（MT・AT）

### 車両
- 普通自動車 - トヨタ・カローラアクシオ（MT・AT）

### 講習
- 高齢者講習

### 学校周辺
- 馬見ヶ崎川
- 山形市馬見ヶ崎プール ジャバ

## マツキドライビングスクールさくらんぼ校
マツキドライビングスクールさくらんぼ校は、山形県村山市にある山形県公安委員会指定の自動車教習所。（2006年10月、尾花沢自動車学校と楯岡自動車学校が統合）

### 取扱免許
- 大型自動車第一種・第二種
- 中型自動車第一種・第二種
- 普通自動車（MT・AT）
- 大型特殊自動車
- けん引
- 小型自動二輪車（MT）
- 普通自動二輪車（MT・AT）
- 大型自動二輪車（MT）

### 教習車
- 大型自動車第一種 - 三菱ふそう
- 大型自動車第一種 - 日野、三菱ふそう
- 中型自動車第一種 - 三菱ふそう
- 中型自動車第二種 - 三菱ふそう
- 大型特殊自動車 - コマツ
- けん引 - いすゞ
- 普通自動車 - トヨタ・カローラアクシオ（MT・AT）
- 小型自動二輪車 - ホンダ・CB125T（MT）
- 普通自動二輪車 - ホンダ・CB400スーパーフォア（MT）、スズキ・スカイウェイブ400（AT）
- 大型自動二輪車 - ホンダ・CB750（MT）、ヤマハ・FZ750（MT）

## マツキドライビングスクール村山校
マツキドライビングスクール村山校は、山形県村山市にある自動車教習所である。

### 取得可能な免許
自動車教習所で取得可能な全ての免許
第一種運転免許
- 大型自動車第一種 - 日野
- 中型自動車第一種 - 日野
- 普通自動車第一種 - トヨタ・カローラアクシオ（MT、AT）
- 大型特殊自動車 - CAT
- けん引 - いすゞ
- 大型自動二輪車 - ホンダ・CB750
- 普通自動二輪車 - ホンダ・CB400FOUR（MT）、スズキ・スカイウェイブ400（AT）
- 小型自動二輪車 - スズキ

第二種運転免許
- 大型自動車第二種 - 日野
- 中型自動車第二種 - 日野
- 普通自動車第二種 - トヨタ・カローラアクシオ

### アクセス
- 村山駅から車で10分

## マツキドライビングスクール米沢松岬校
マツキドライビングスクール米沢松岬校（マツキドライビングスクールよねざわまつがさきこう）は、山形県米沢市にある指定自動車教習所である。

### 免許
- 普通自動車第一種・第二種
- 中型自動車
- 大型自動車第一種・第二種
- 大型特殊自動車
- けん引
- 大型自動二輪車（MT・AT）
- 普通自動二輪車（MT・AT）
- 小型自動二輪車（MT・AT）

### 教習車種
普通自動車第一種・第二種
- マツダ教習車（MT・AT）

大型特殊自動車
- TCM
- コマツ

けん引
- 三菱ふそう

大型自動二輪車
- ホンダ CB750（MT）、ヤマハ FZX750（MT）
- スズキ スカイウェイブ650（AT）

普通自動二輪車
- ホンダ VFR400K（MT）、CB400superfour（MT）
- スズキ スカイウェイブ400（AT）

小型自動二輪車
- ホンダ 125T（MT）
- スズキ スカイウェイブ125（AT）

## マツキドライビングスクール太陽校
マツキドライビングスクール太陽校（マツキドライビングスクールたいようこう）は、山形県山形市にある指定自動車教習所。

### 沿革
- 1927年 - 創立
- 1953年 - 知事認可
- 1961年 - 山形県公安委員会指定

### 免許の種類
- 大型自動車
- 中型自動車
- 普通自動車
- 大型特殊自動車
- けん引

### 車両
教習車
- 大型自動車 - 日産ディーゼル、いすゞ
- 中型自動車 - 日産ディーゼル、日野
- 普通自動車（MT・AT） - トヨタ・カローラアクシオ
- 大型特殊自動車 - コマツ、CAT
- けん引 - 日野、いすゞ

## マツキドライビングスクール新潟西しばた校
マツキドライビングスクール新潟西しばた校（マツキドライビングスクールにいがたにししばたこう）は、新潟県新発田市にある指定自動車教習所である。

### 免許
- 大型自動車第一種・第二種
- 中型自動車第一種・第二種
- 普通自動車
- 大型特殊自動車
- けん引
- 大型自動二輪車
- 普通自動二輪車

### 教習車種
大型自動車第二種
- 日野

中型自動車
- 日産

普通自動車
- ホンダ グレイス

大型特殊自動車
- TCM
- CAT

けん引
- 日野

大型自動二輪車
- ホンダ CB750

普通自動二輪車
- ホンダ CB400
- スズキ スカイウェイブ400

### 運転講習
- 企業向け安全運転講習

## 関連会社
- マツキコーポレーション㈱
- 長井要水㈱
- ㈲リサイクルセンター
- ㈱マツキトラベルサービス